# Белкоммунмаш

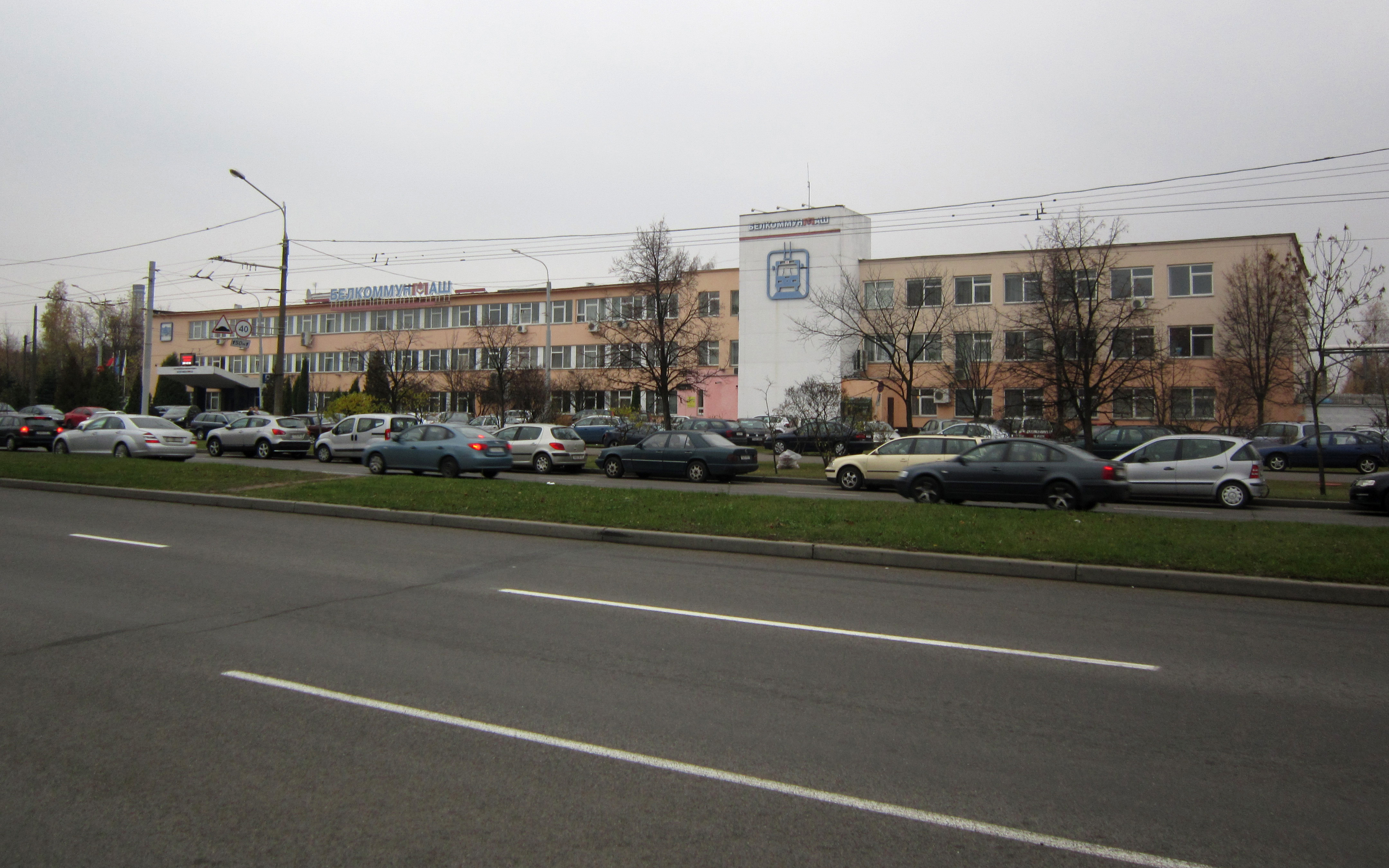
Здание администрации завода в Минске

Открытое акционерное общество «Управляющая компания холдинга «Белкоммунмаш» (ОАО «УКХ «БКМ»)  (бел. Адкрытае акцыянернае таварыства «Кіруючая кампанія холдынгу «Белкамунмаш» (ААТ «ККХ «БКМ»)) — белорусский производитель общественного электротранспорта. Коммерческое название — BKM Holding. Предприятие образовано 1 июня 1973 года в Минске как Минский ремонтный трамвайно-троллейбусный завод.

## История
Предприятие организовано на базе ремонтного трамвайно-троллейбусного завода ПО «Белкоммунмаш» Министерства коммунального хозяйства БССР, основанного в 1973 году. В первые два десятилетия завод занимался ремонтом подвижного состава минских троллейбусных и трамвайного депо. В 1993 году на заводе были собраны из машинокомплектов Южного машиностроительного завода несколько сочленённых троллейбусов ЮМЗ Т1.

Троллейбус АКСМ-100 во Владимире. Июль 1994 года

Троллейбус ЗиУ-682В после КР МРМЗ "Белремкоммунмаш" во Владимире. Май 1995 года

С этого же года заводом началась модернизация троллейбусов ЗиУ (модели 100, 101, 101ПС, 101М), а также работа над собственной моделью троллейбуса. Первым таким троллейбусом в 1996 году стала модель 201. Постепенно появлялись и другие модели 213, 221, 321 и 333. С 2000 года началось производства трамвайных вагонов: АКСМ-1М, АКСМ-60102. С 2016 года началось производство электробусов. Сегодня предприятие является ведущим промышленным предприятием Беларуси в области производства и капитального ремонта подвижного состава городского электрического транспорта. Техника производства BKM Holding отлично зарекомендовала себя в Республике Беларусь и более чем в сорока городах России, Украины, Казахстана, Кыргызстана, Молдавии, Латвии, Сербии, Монголии, Колумбии, Аргентины.
С июня 2022 года предприятие находится в санкционных списках ЕС и Швейцарии.

## Продукция

### Трамваи
- АКСМ–845 – трёхсекционные низкопольные. Являются продолжением модели 843.
- 62103– низкопольный.
- 802 – низкопольный.

В июле 2008 года был выпущен первый экземпляр бесшумного и скоростного трамвая, соответствующего современным европейским аналогам, разработанный по техническому заданию Москвы.
Всего на конец 2012 года предприятием было произведено 225 трамваев.
В декабре 2014 года был выпущен первый трамвай модели 802. Он был передан в распоряжение Новополоцкой трамвайной системы, где находится в опытной (нерегулярной) эксплуатации.

### Электробусы
- Электробус АКСМ Е321
- Электробус АКСМ Е433 «Vitovt Max Electro»
- Электробус АКСМ Е420 «Vitovt Electro»[6]
- Электробус АКСМ Е490

В 2016 году на заводе ОАО «УКХ «БКМ» был произведён первый действующий образец электробуса модели Е433 «Vitovt Max Electro» с экспресс-зарядкой на конечных остановочных пунктах маршрута. BKM Holding стал первым производителем электротранспорта в странах СНГ, запустившим электробусы с суперконденсаторами в серийное производство.
С мая 2017 года на улицах г. Минска заработал первый в СНГ полноценный электробусный маршрут в количестве 20 единиц модели Е433 «Vitovt Max Electro». В 2018 году был проведён рестайлинг электробуса, и выпущен обновлённый и усовершенствованный электробус модели Е433 «Vitovt Max Electro II».
С 2019 года парк электробусов Минска пополнился 32 электробусами АКСМ Е321 длиной 12 м и запасом хода на одной зарядке не менее 20 км. Осенью 2019 года в рамках выставки на Форуме регионов Беларуси и Украины был представлен электробус модели Е321 «European edition» в обновлённом дизайне и в новом светло-зелёном цвете для стран Европы.

В 2019 году ОАО «УКХ «БКМ» выиграл тендер на поставку в 2020 году в город Батуми электробусов АКСМ Е490 на базе суперконденсаторов. Данный проект финансируется за счёт средств Европейского банка реконструкции и развития.
Электрогрузовики

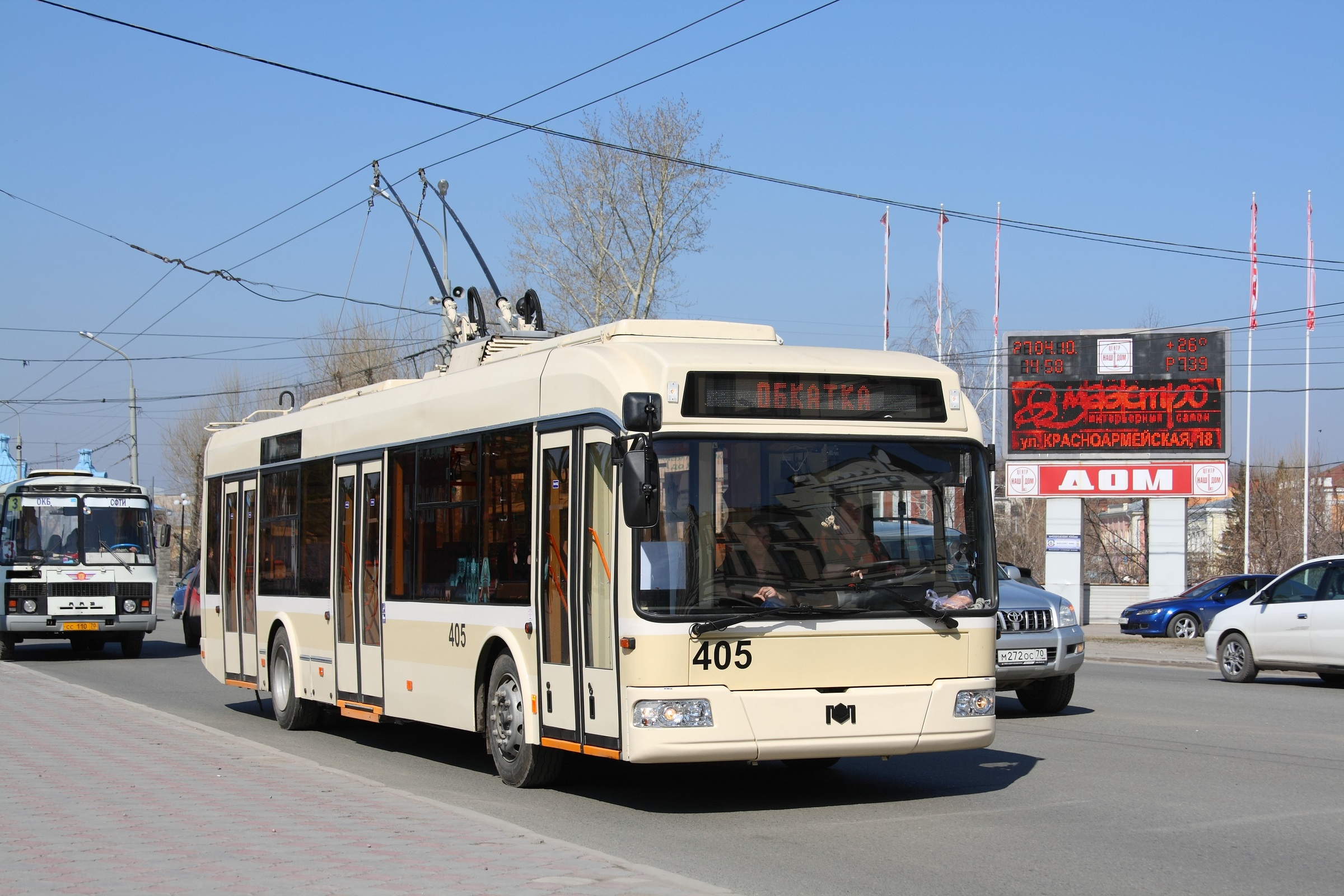
Троллейбус БКМ–321 производства ОАО"Белкоммунмаш"

АКСМ–С45100 «Vitovt II Truck Electro Prime»

### Троллейбусы
- АКСМ–321 – низкопольный троллейбус третьего поколения
- АКСМ–331 – низкопольный трёхосный троллейбус особо большой вместимости третьего поколения (проект)
- АКСМ–333 – сочленённый трёхосный низкопольный троллейбус третьего поколения
- АКСМ–42003 – низкопольный троллейбус четвёртого поколения
- АКСМ–43303 – сочленённый трёхосный низкопольный троллейбус четвёртого поколения

В 2002 году в Москву был поставлен первый троллебус БКМ–20101 (КР МТрЗ) завод.ном. 58 (7845), эксплуатировавшийся в 		7–й ТП. В декабре 2007 на предприятии был выпущен 1500–й троллейбус. Им оказался троллейбус АКСМ–321, отличающийся новой светотехникой, который поступил в 5–й троллейбусный парк города Минска под номером 5401.
В феврале 2012 на предприятии был выпущен 3000-й троллейбус – АКСМ–321, который отправился в Москву. К февралю 2012 на экспорт поставлено до 1000 троллейбусов.
В 1998 году первый выпущенный экземпляр АКСМ–333 имел дизель-генераторную установку марки Kirch. Поступил этот экземпляр в Минск под бортовым номером 4001. Отличался этот экземпляр от АКСМ–33300А тем, что дизель–генератор находится сбоку в салоне, а не в задней части. Выпустив одну такую машину, завод перешёл на АКСМ–33300А. Остальные АКСМ–333 не имели дизель-генераторной установки. В ноябре 2009 поступил в музей ГЭТа Минсктранса, а в марте 2012 был списан.

### Монорельсы
1К Капвей – транспорт для проверки решений новых технологий на подвесных дорогах, однако город Киев хотел его запустить на новое лёгкое метро или Монорельс.

### Дуобусы
Vitovt Max Duo — совместный с Stadler Rail AG проект, был представлен 30 мая 2013 в Женеве.

### Гибридные автобусы
- АКСМ А4202К «Vitovt Hybrid»[9].

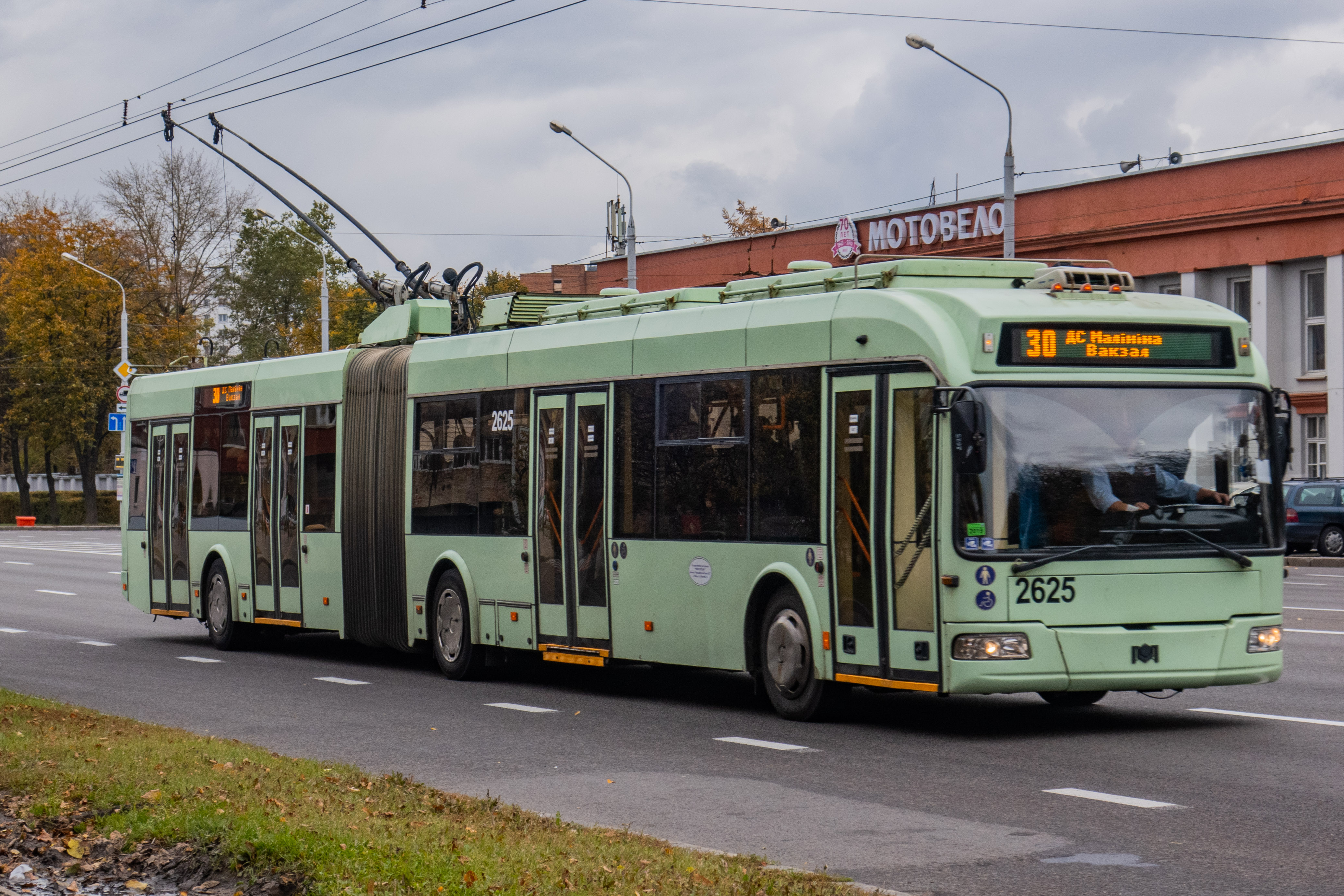
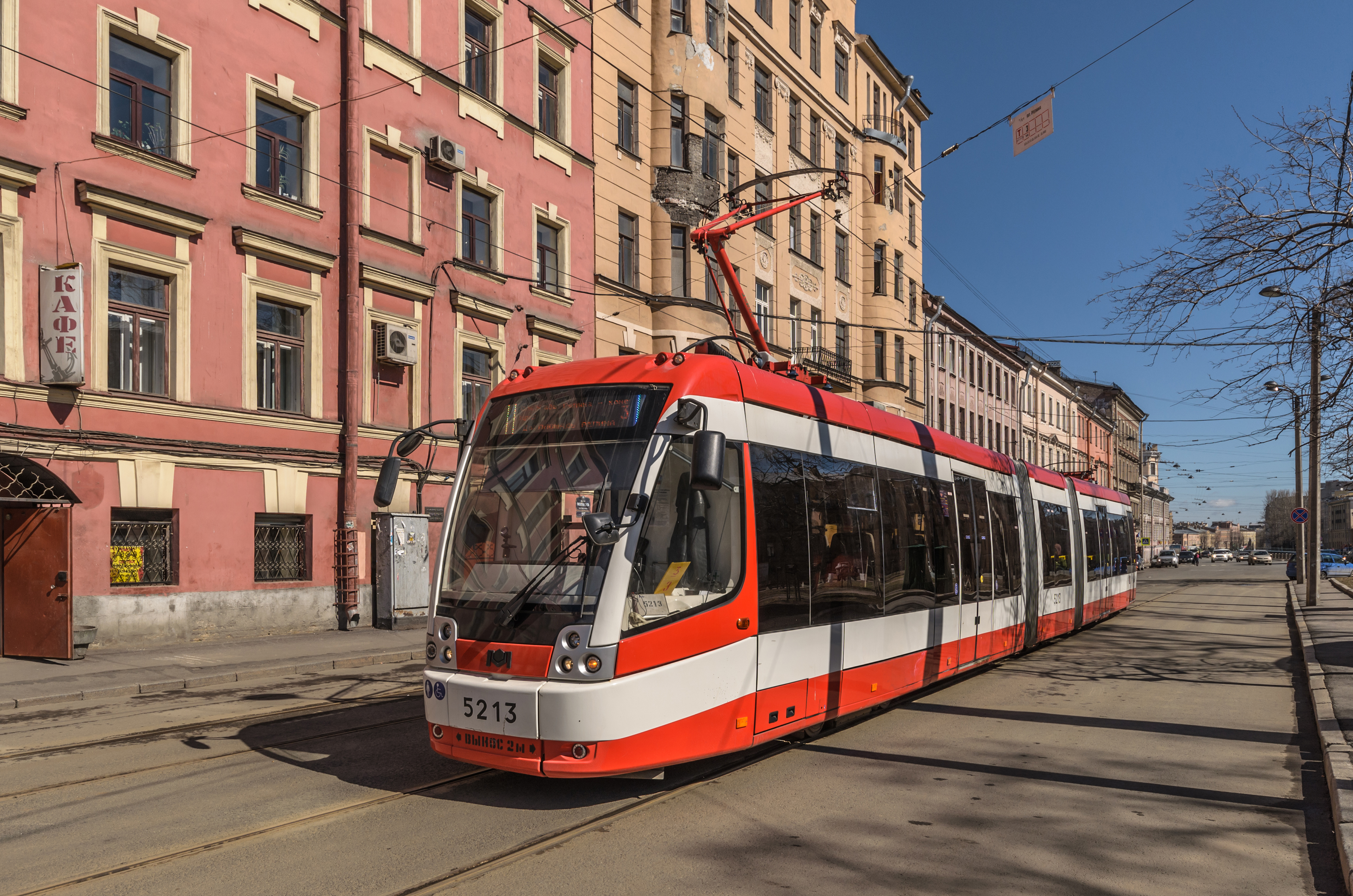
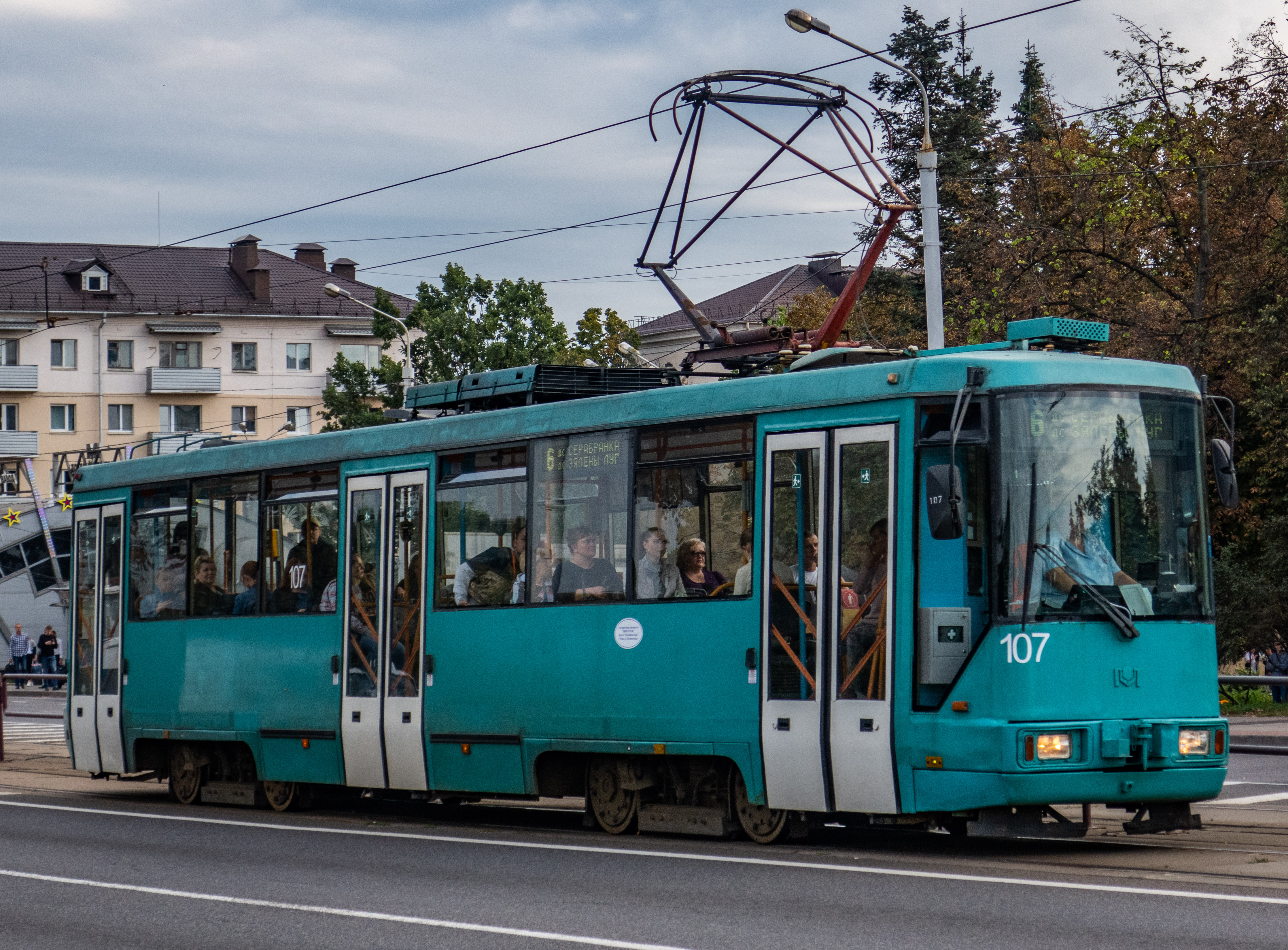
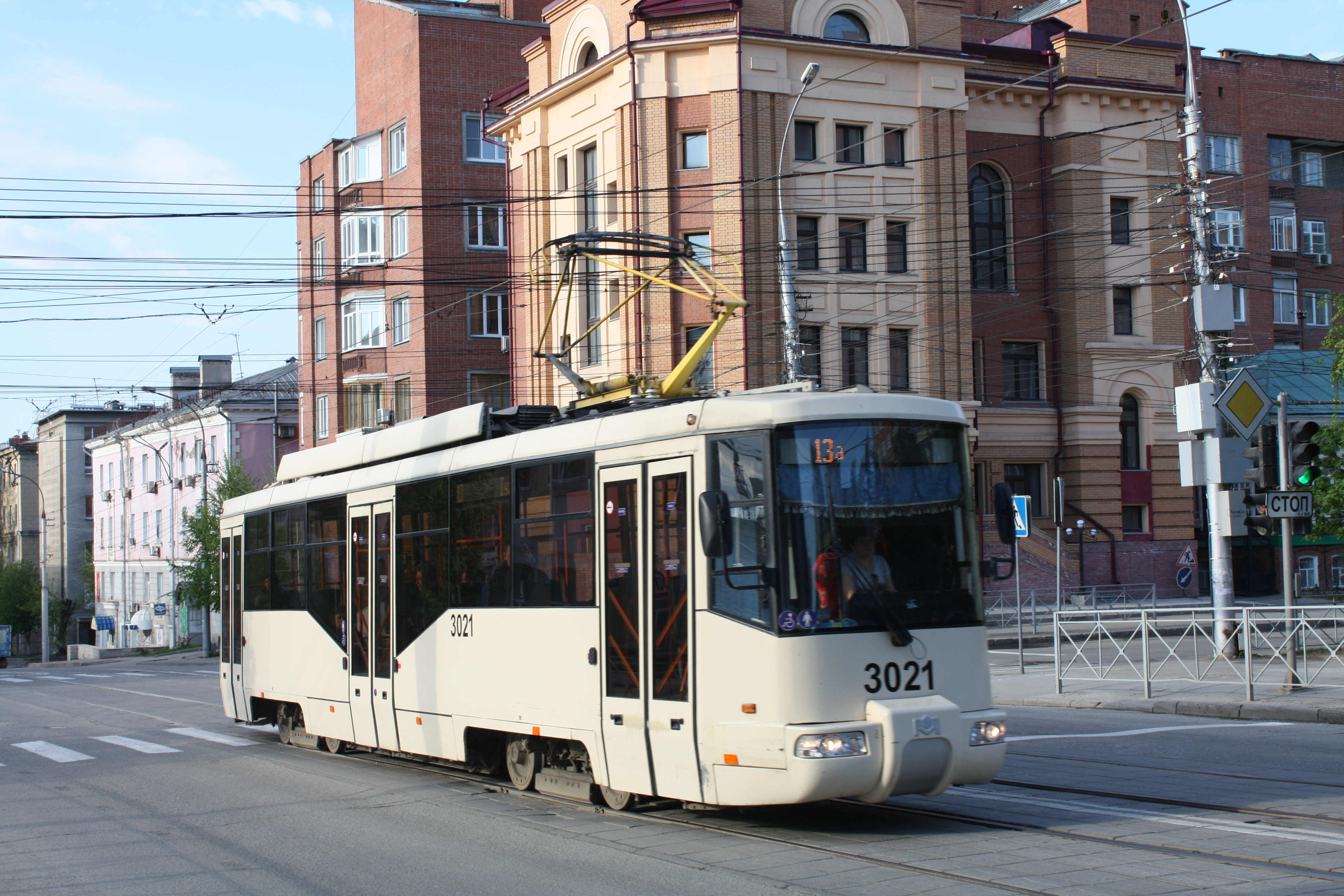
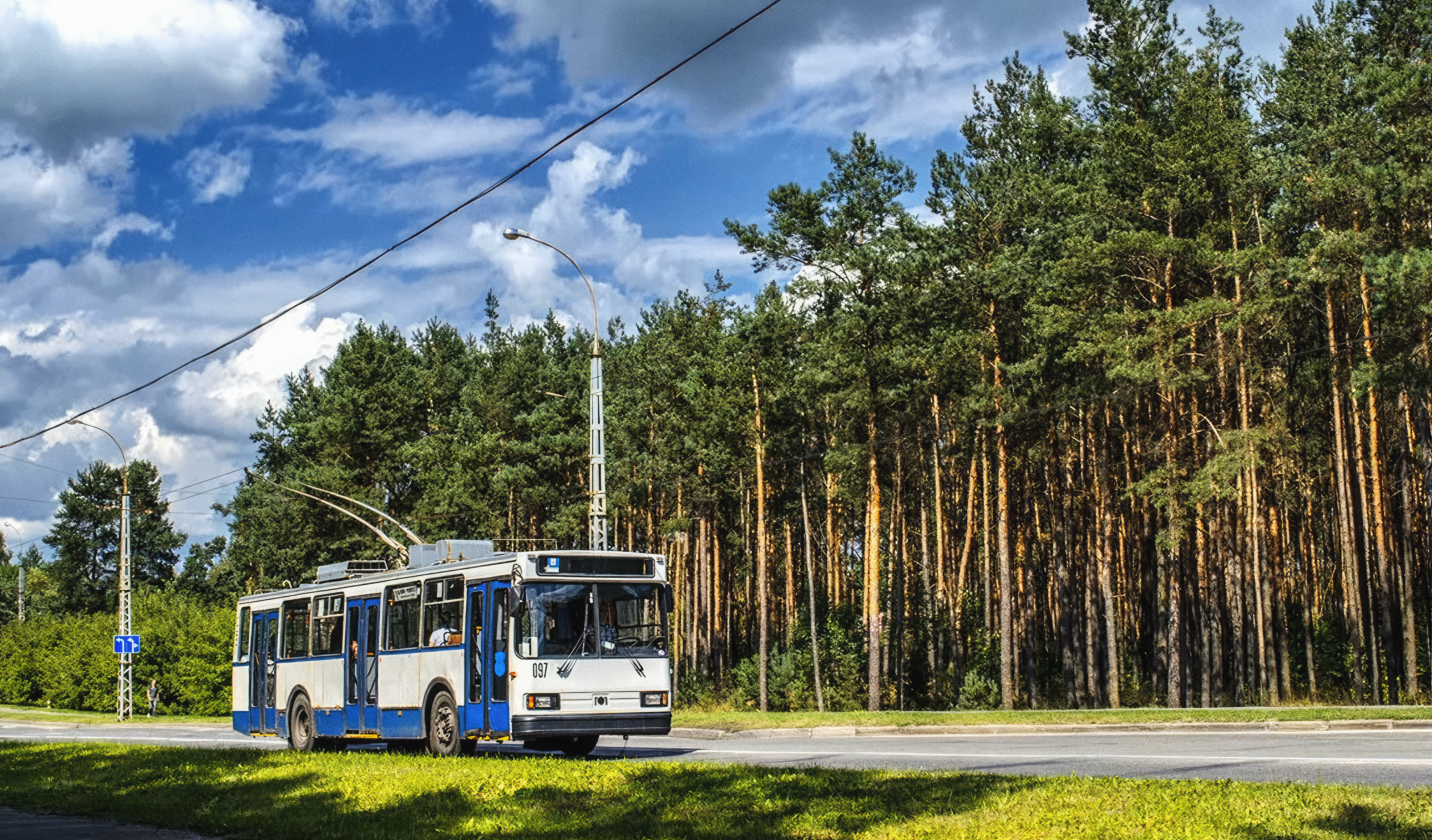
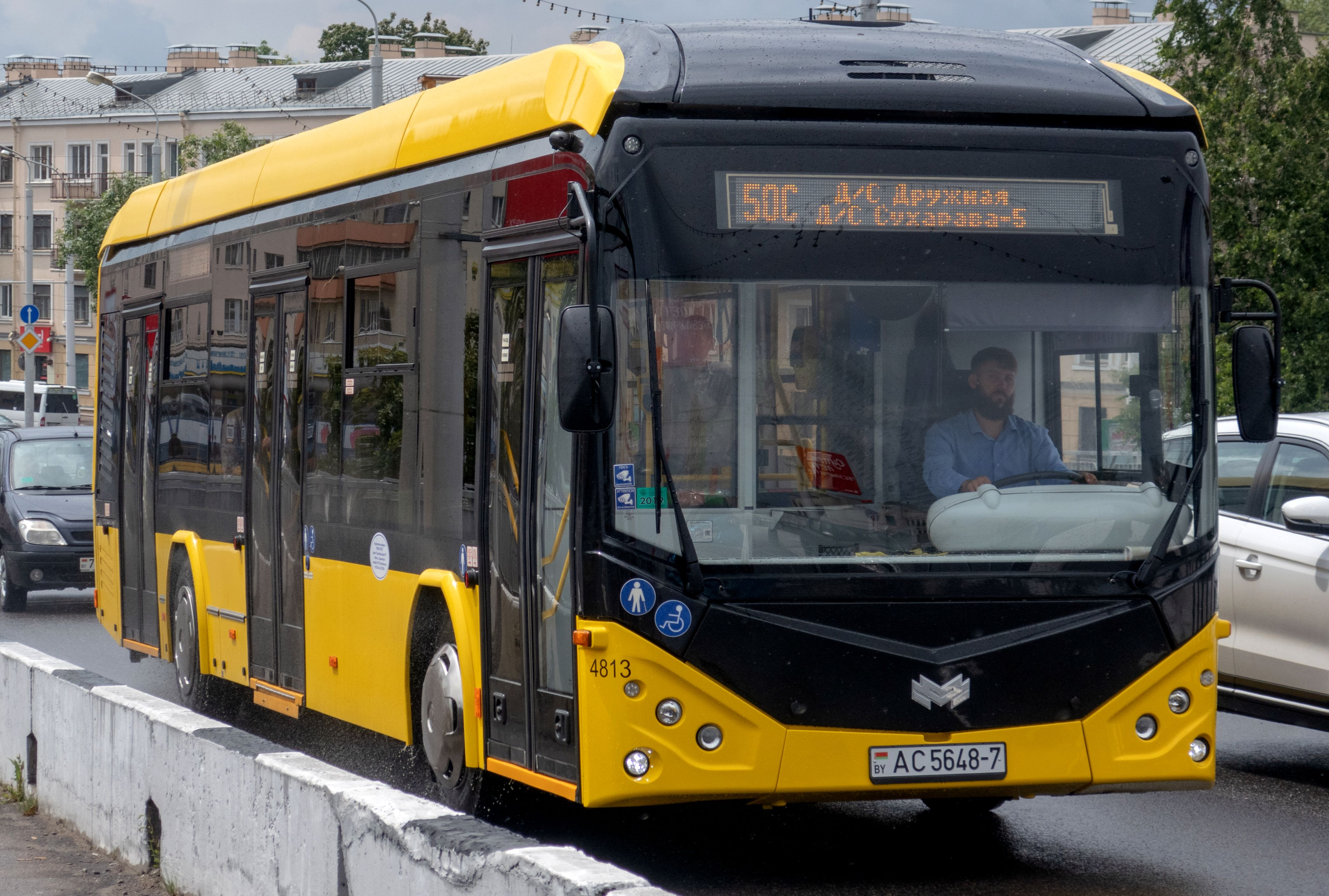
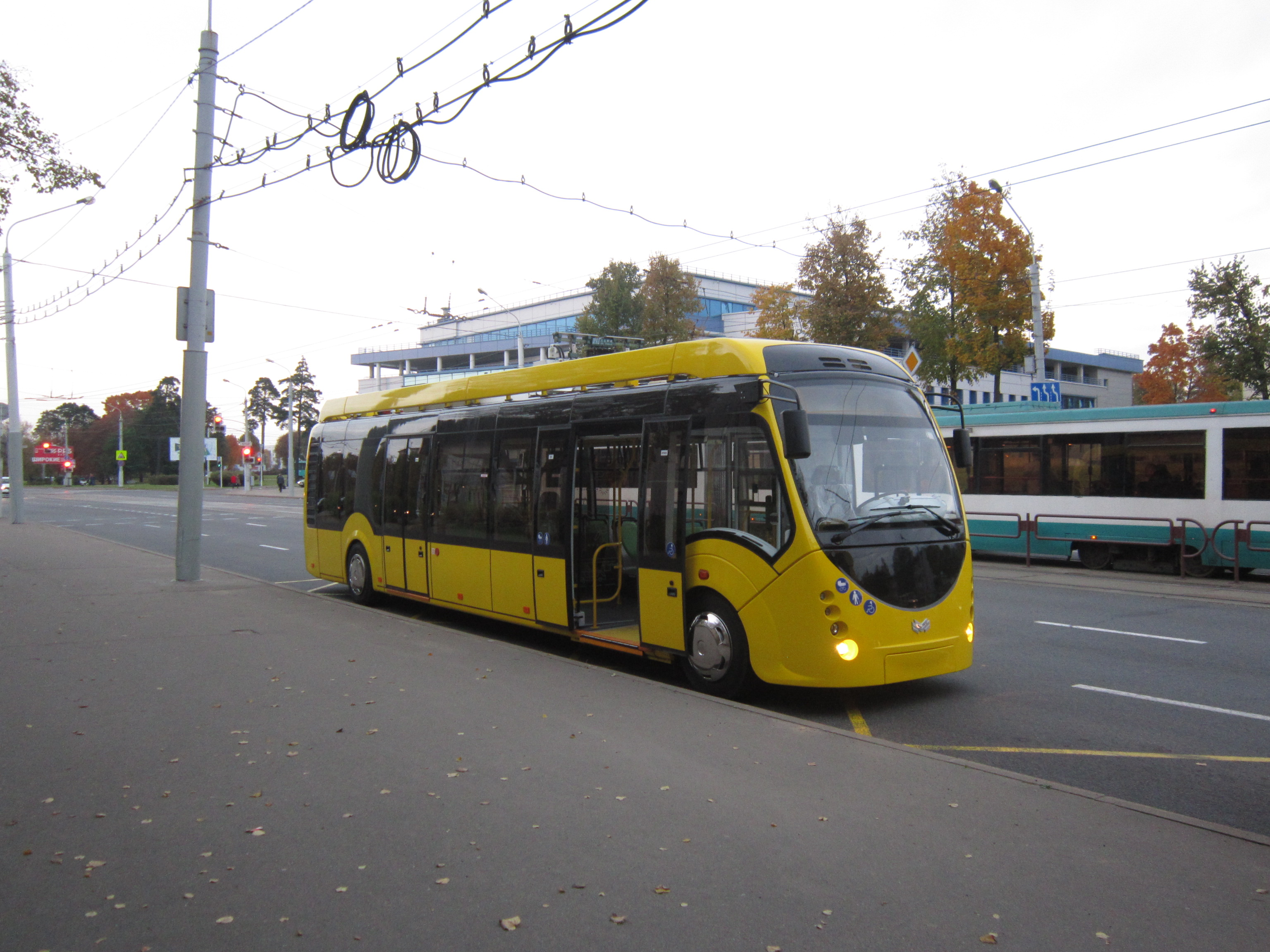
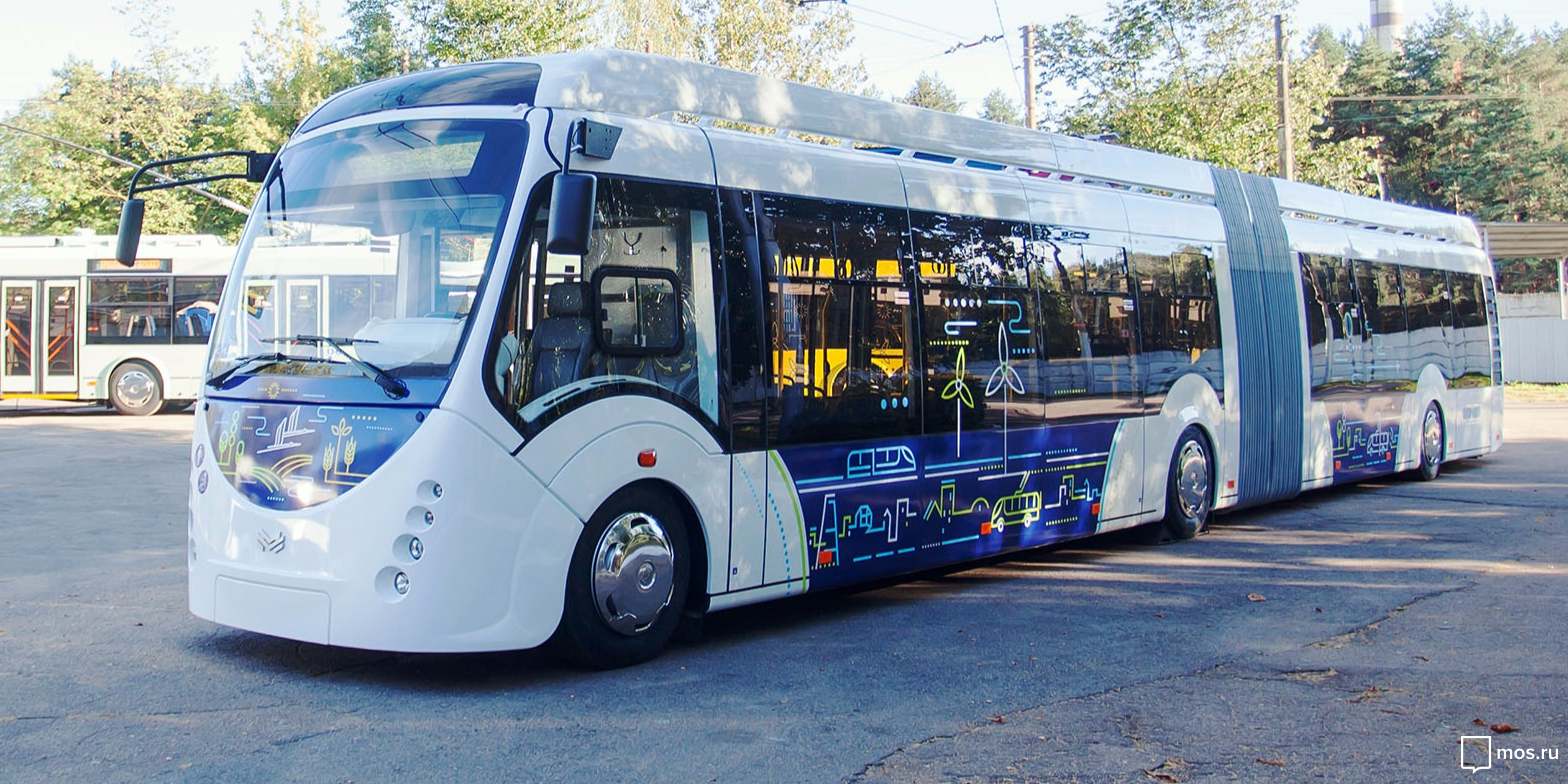
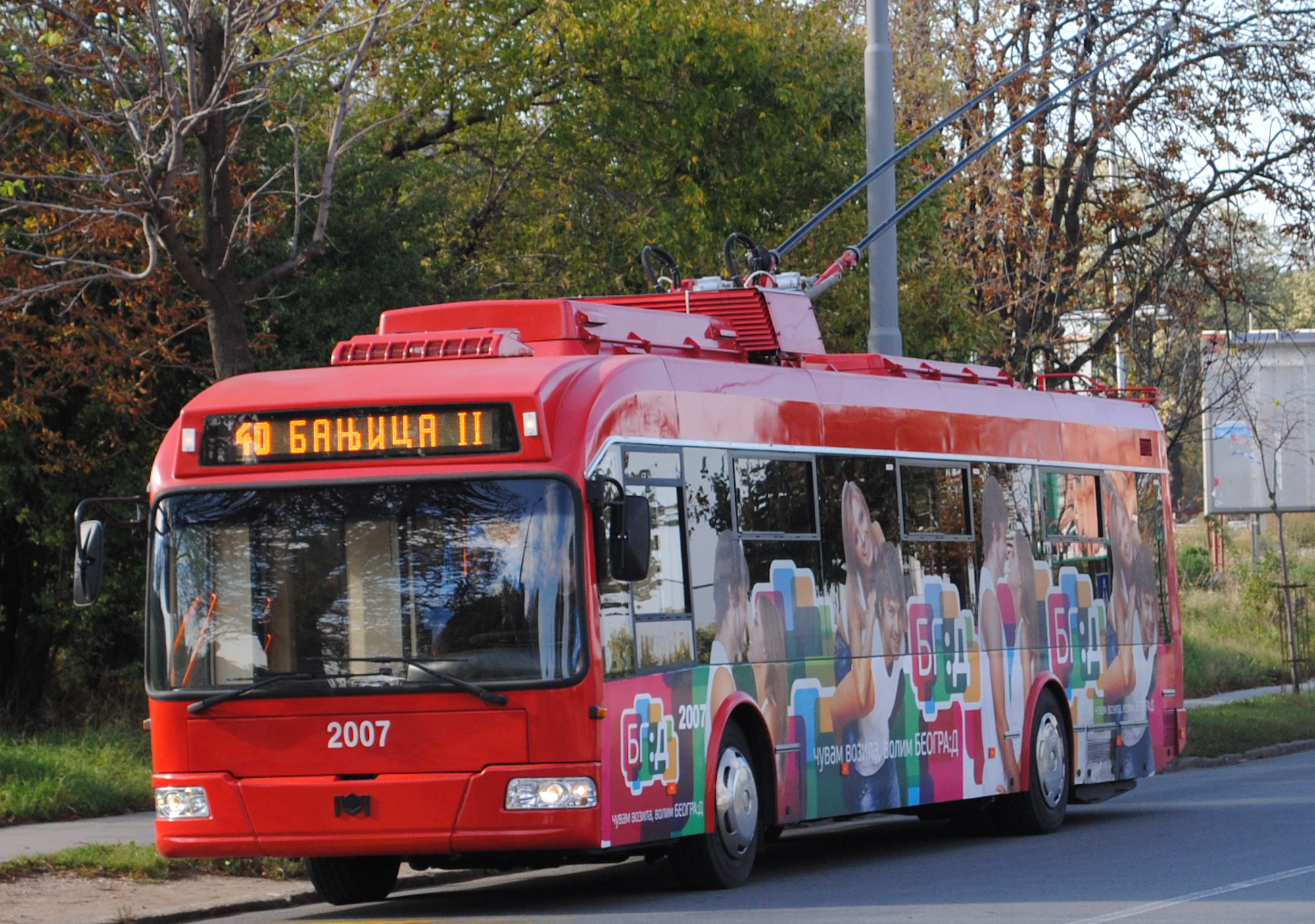
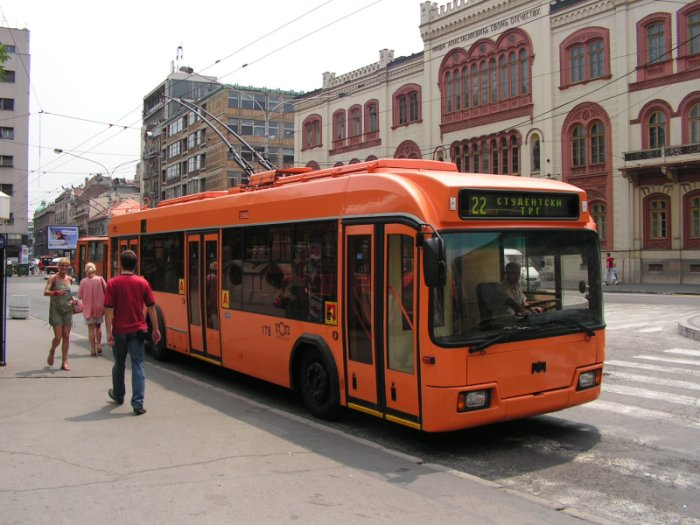
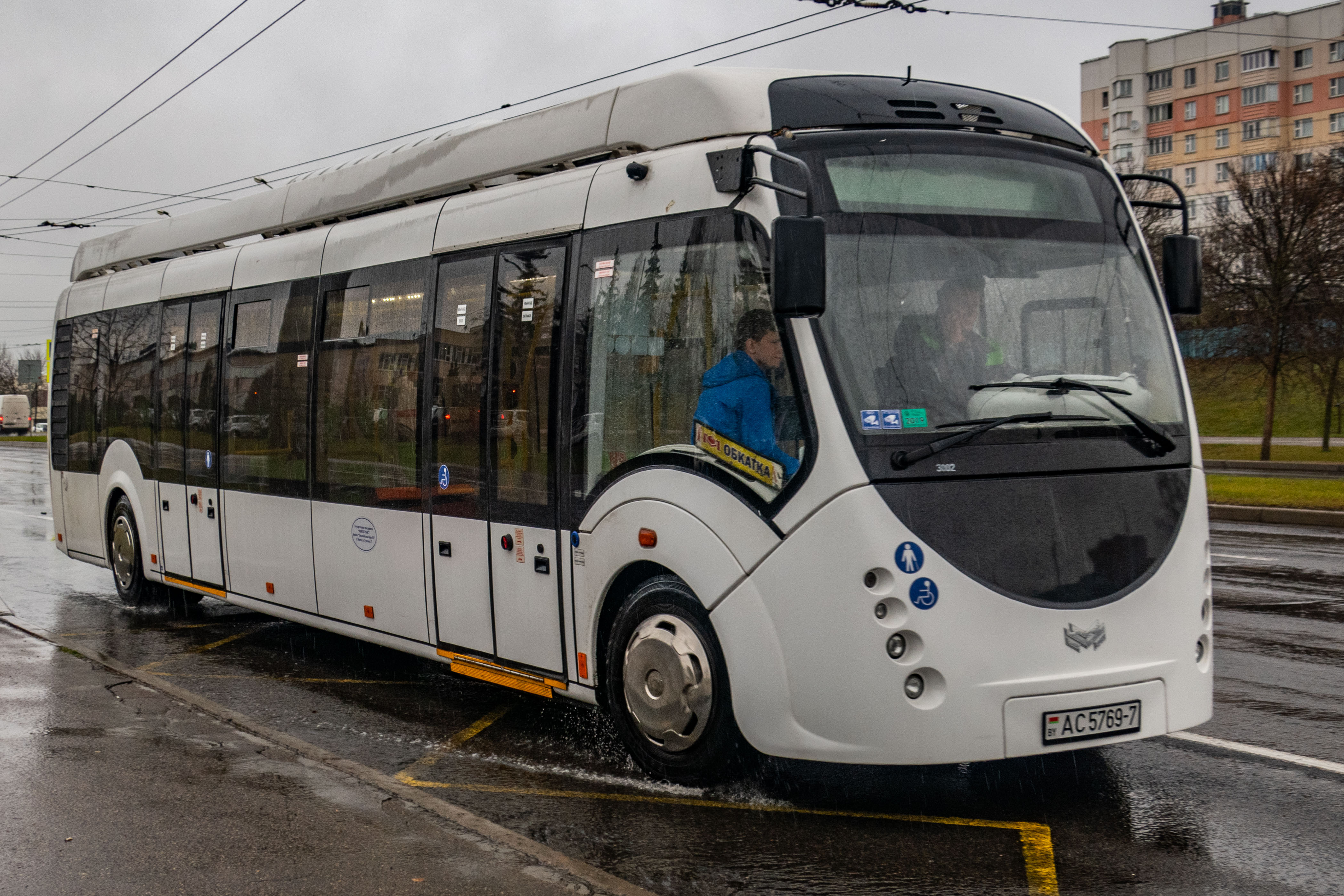
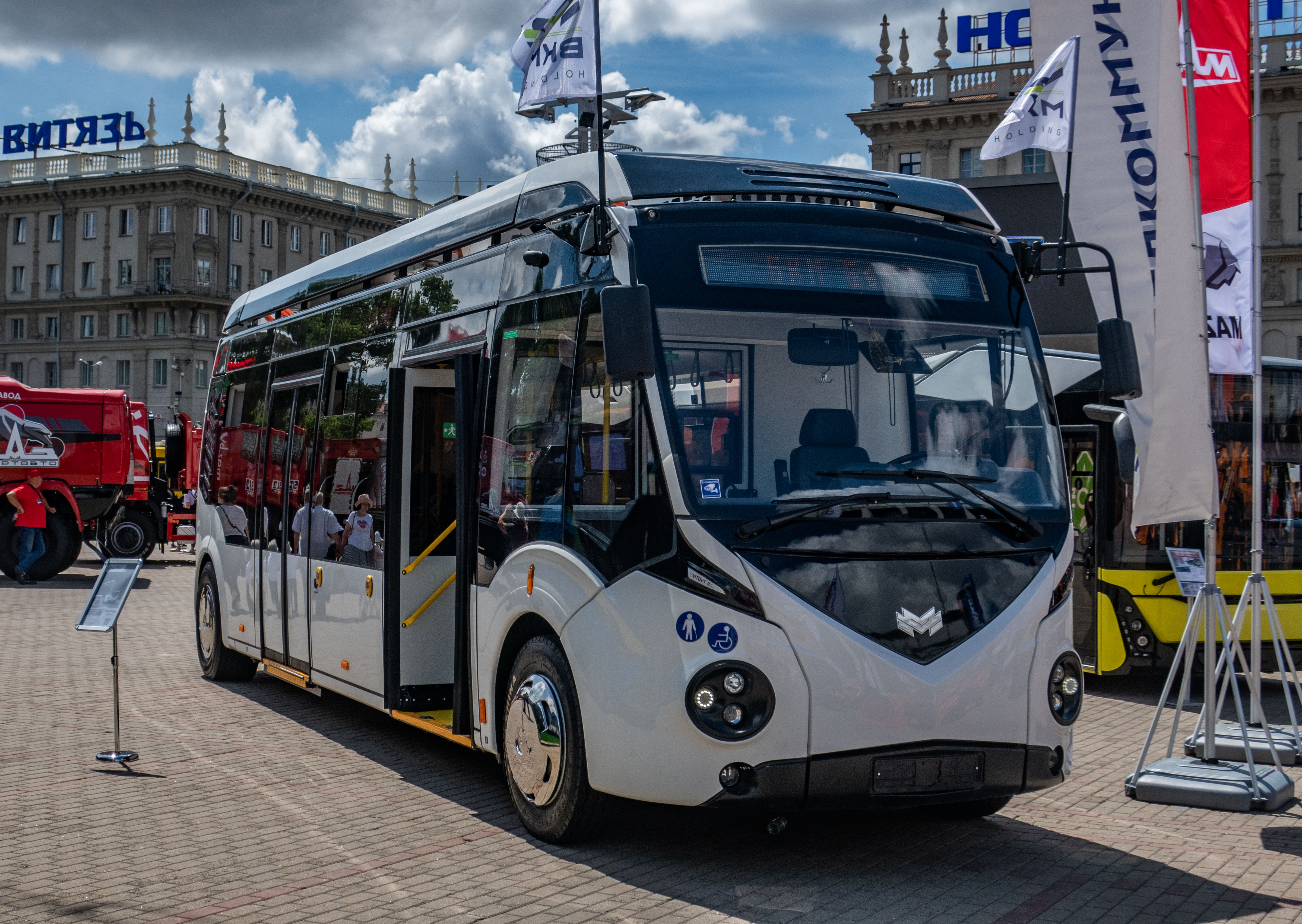
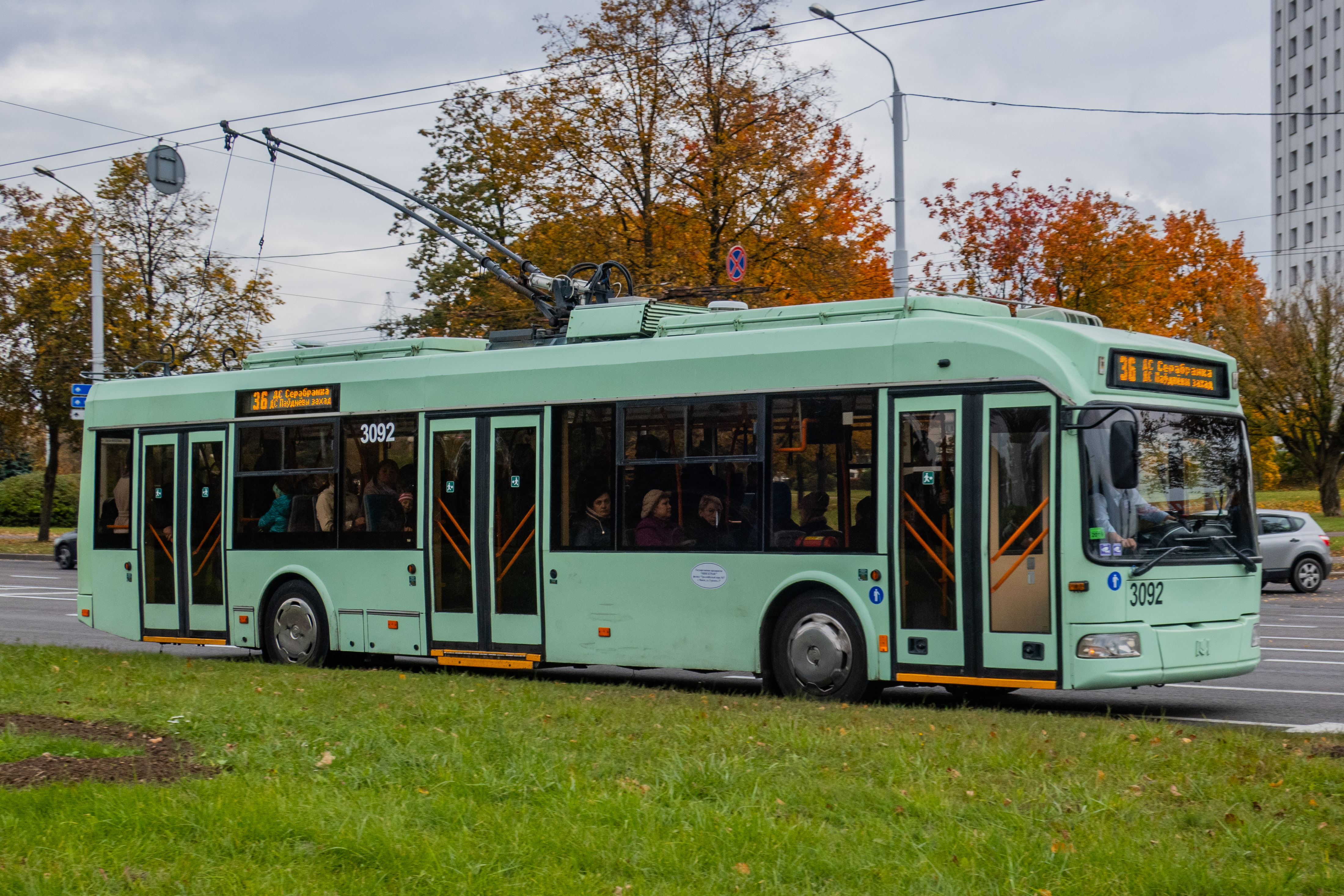
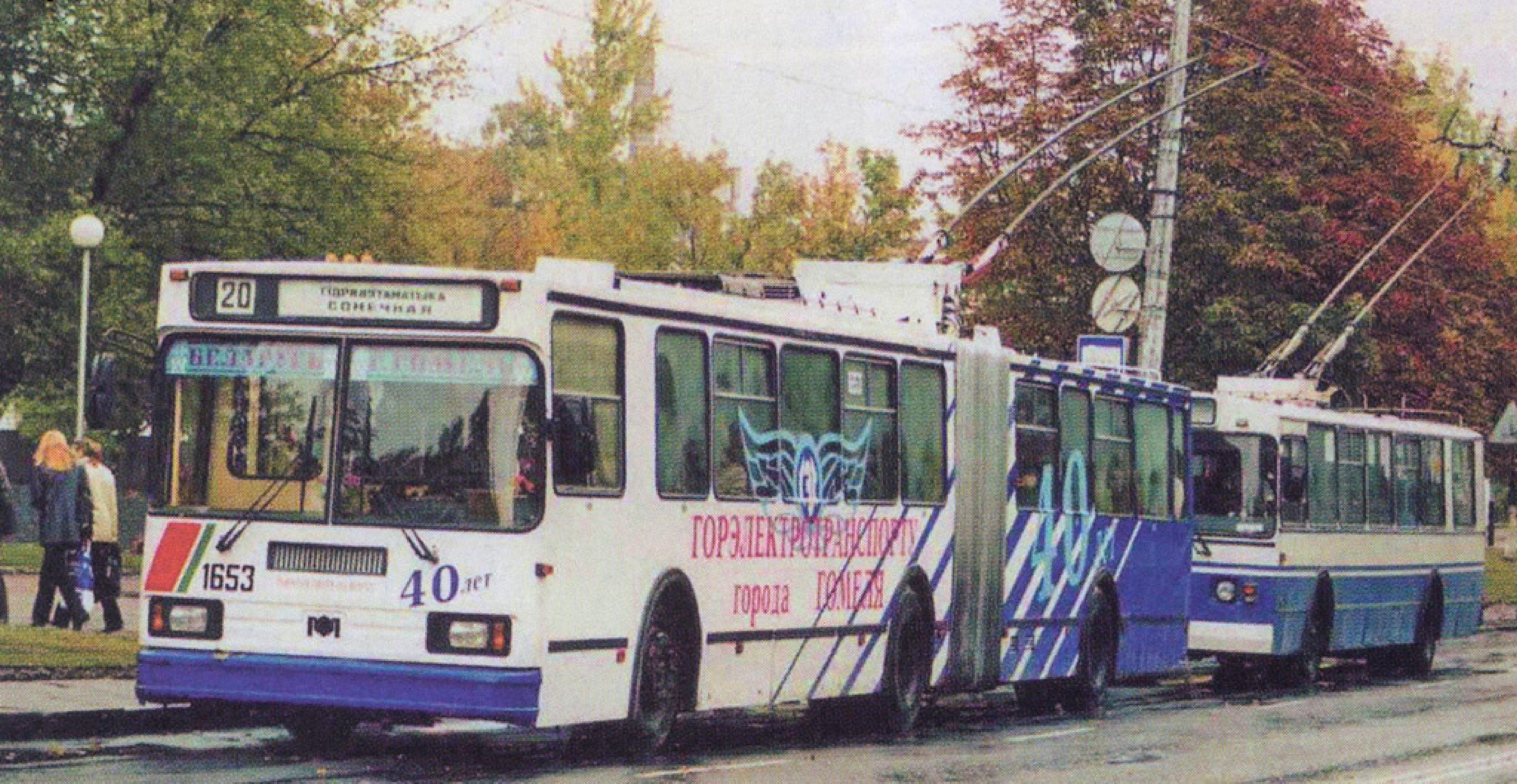
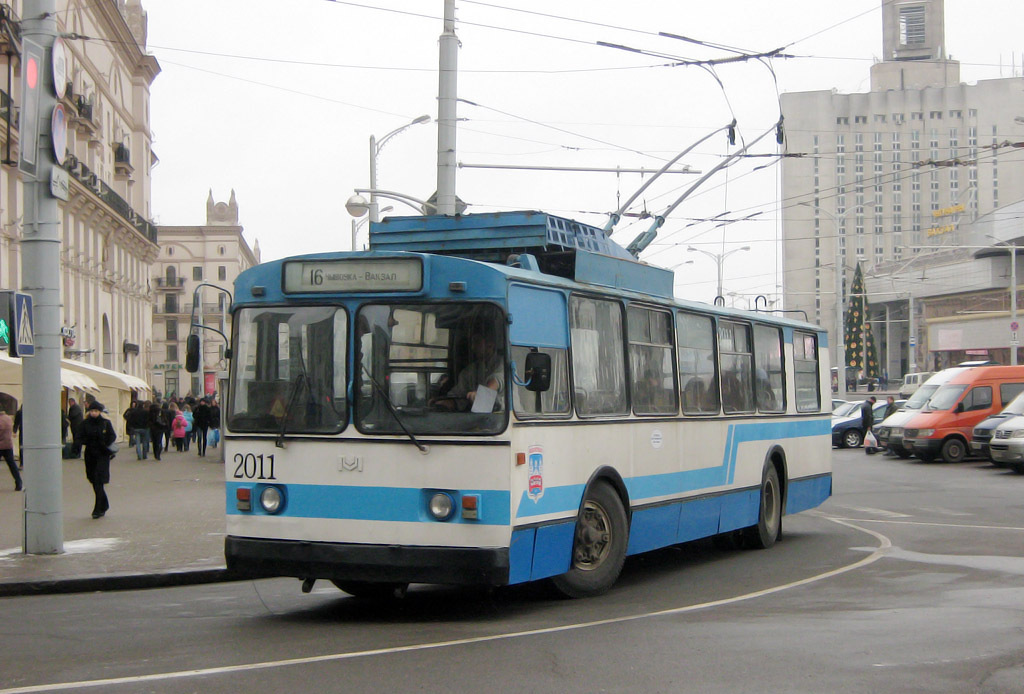
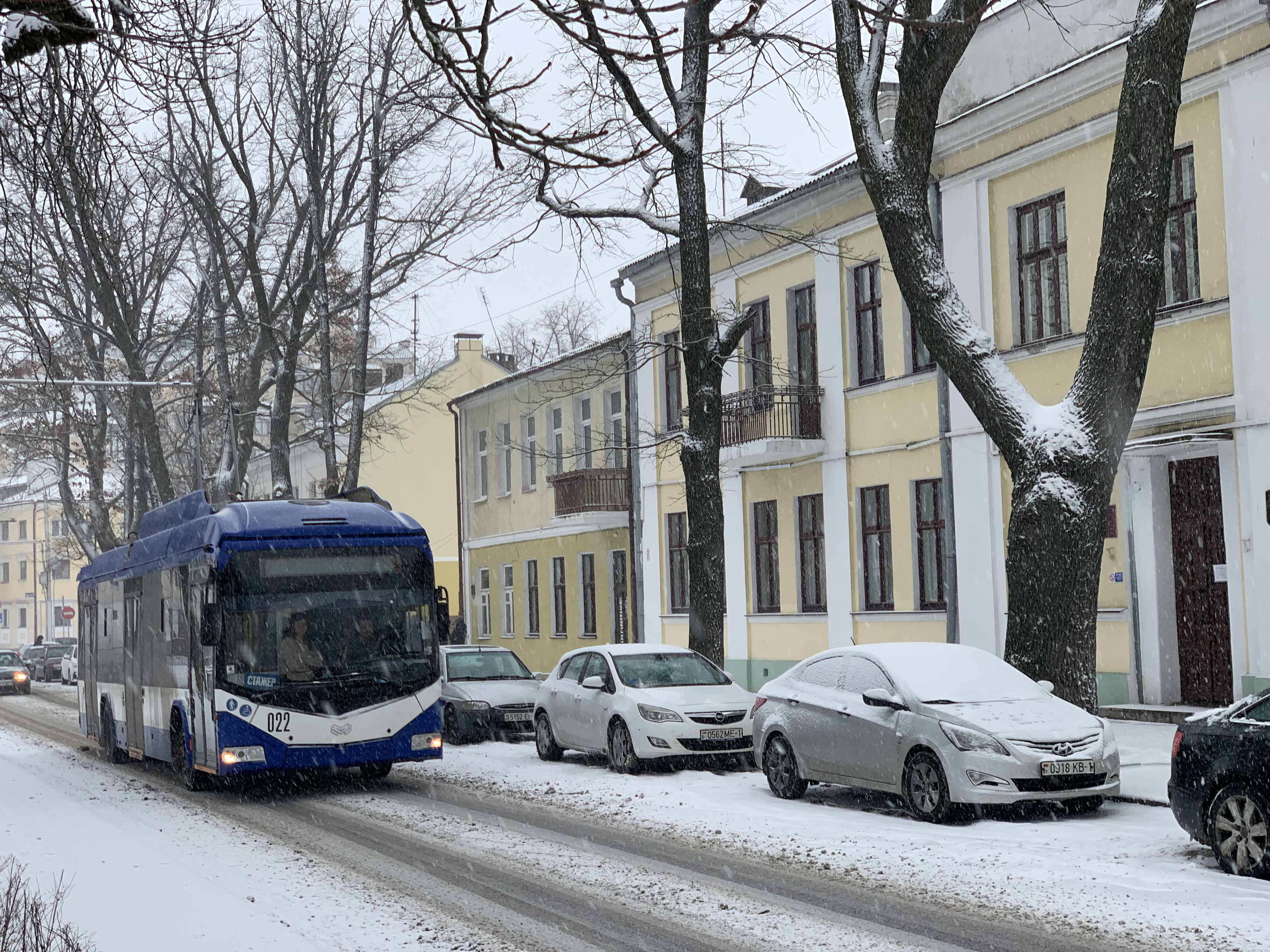
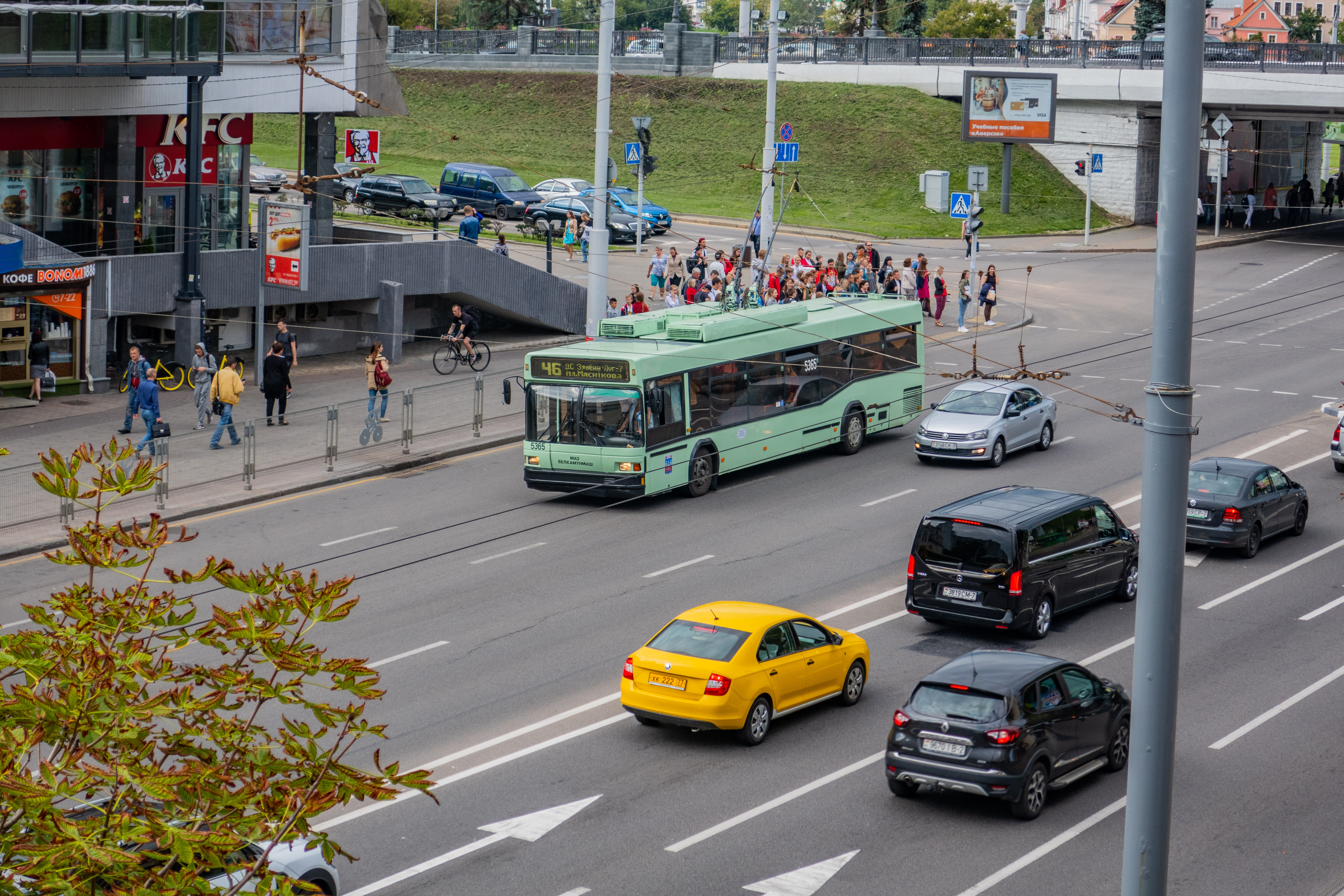
АКСМ/БКМ-221 в Минске
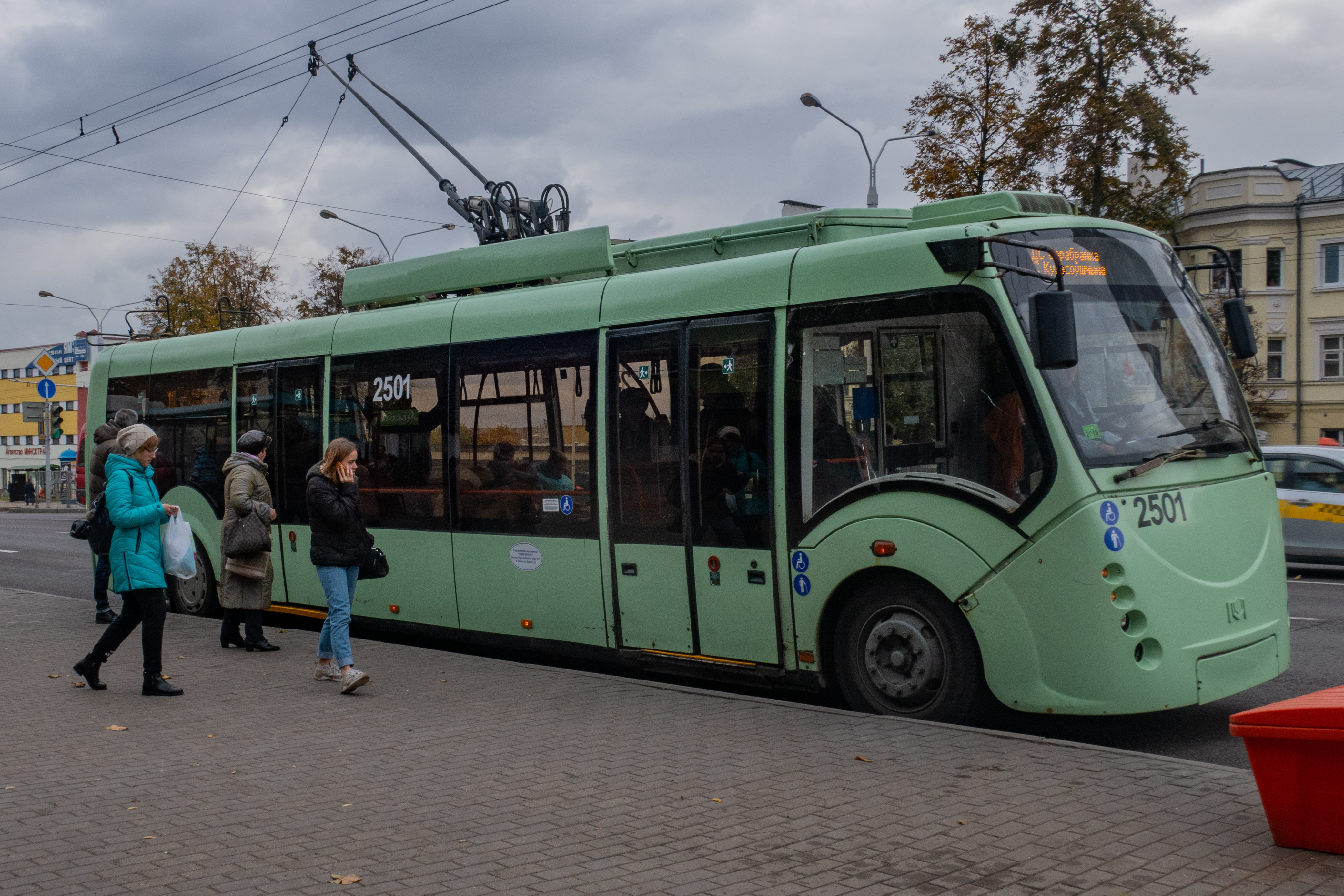
АКСМ/БКМ-42003 в Минске
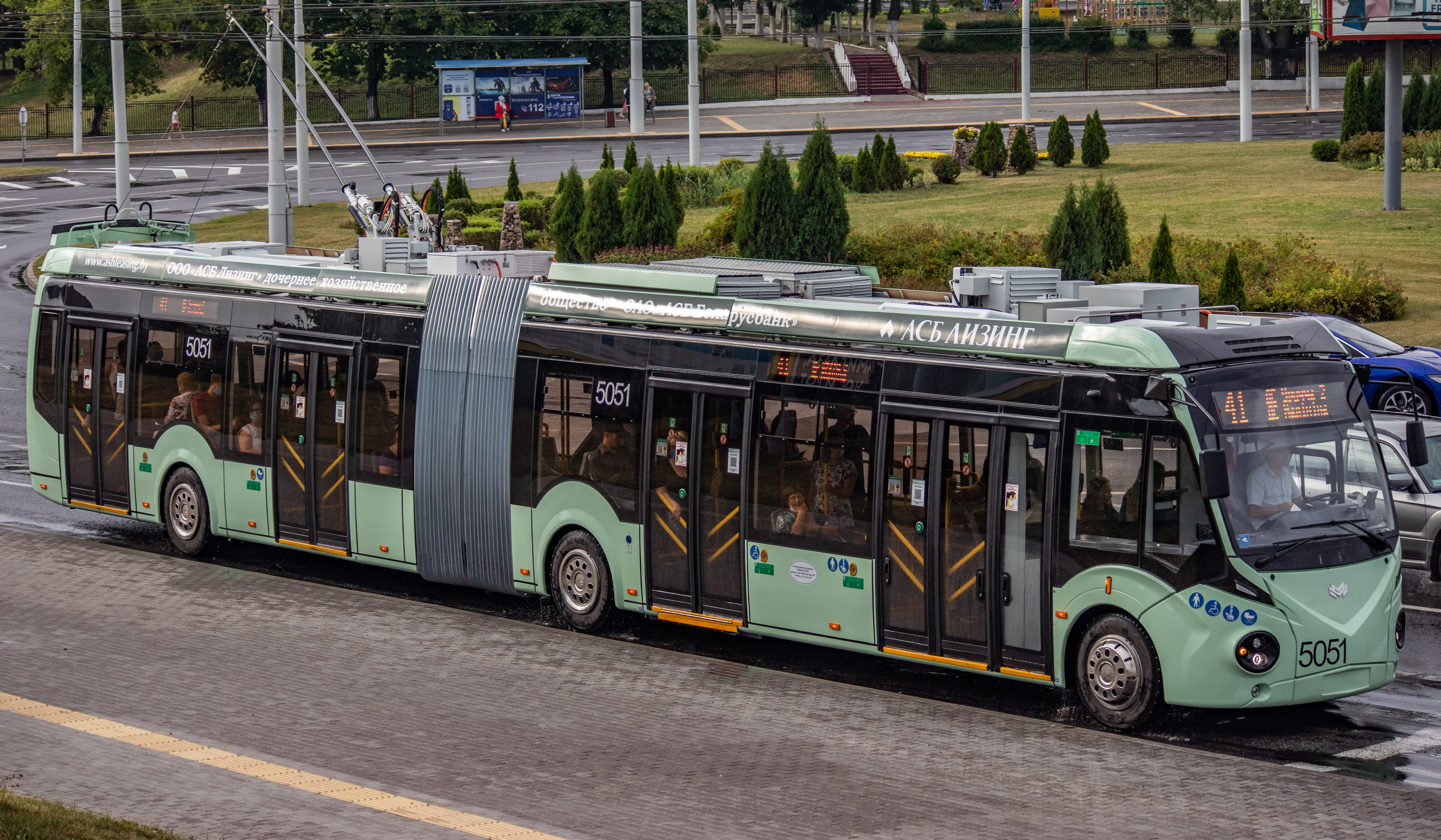
Троллейбус АКСМ/БКМ-43300D в Минске
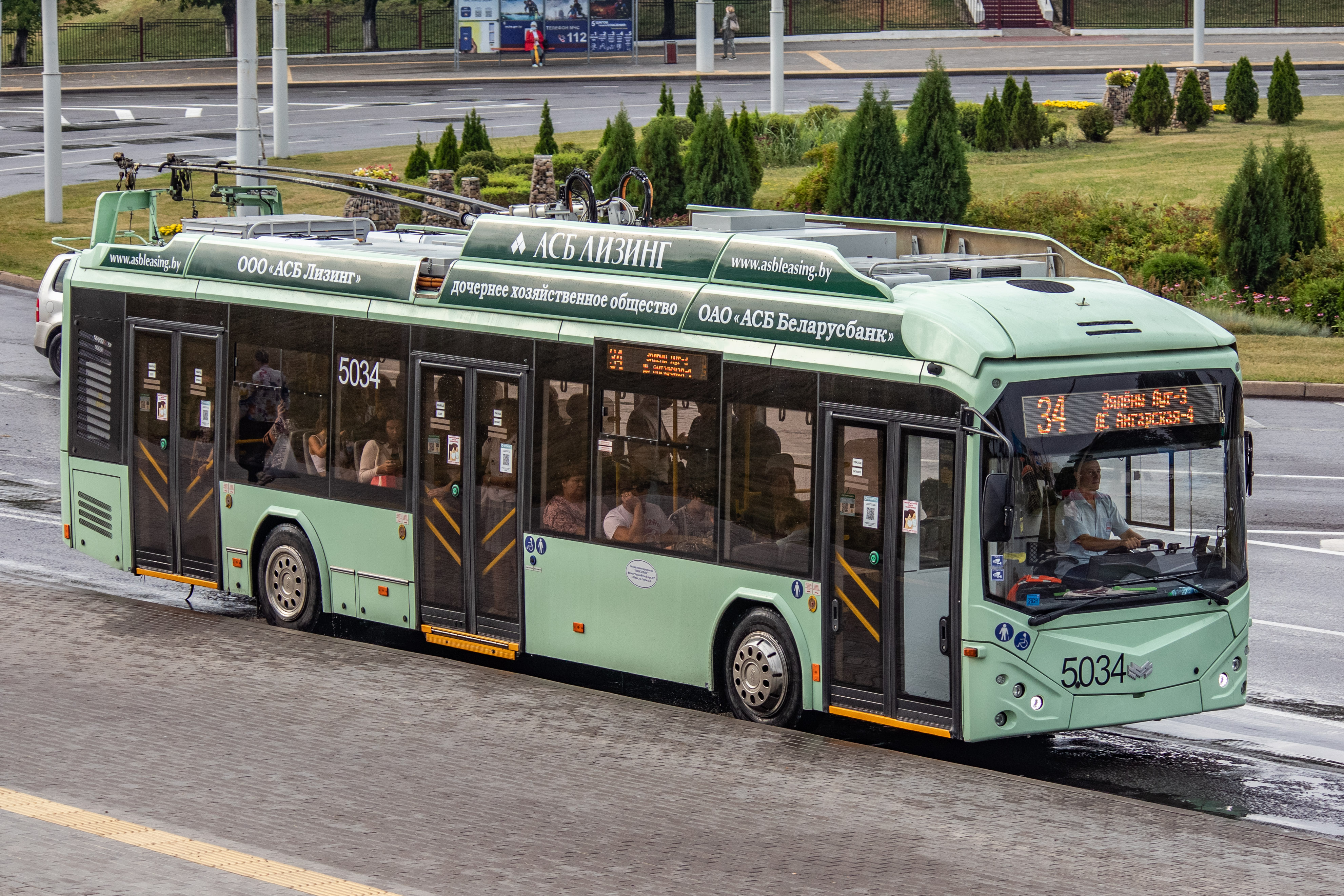
Троллейбус с автономным ходом АКСМ/БКМ-32100D в Минске
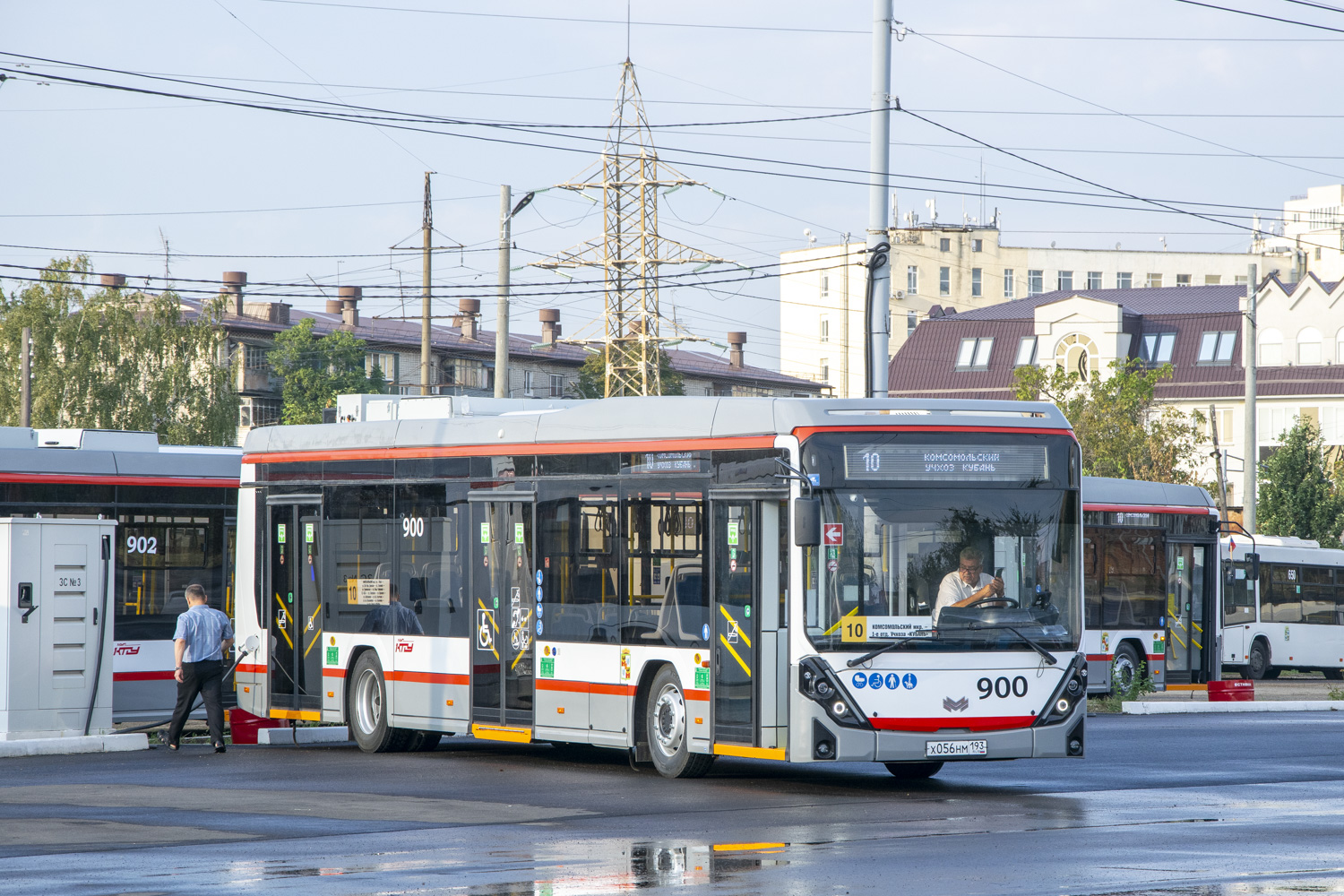
Электробус АКСМ Е321 в Краснодаре